# Liste der Monuments historiques in Baconnes
Die Liste der Monuments historiques in Baconnes führt die Monuments historiques in der französischen Gemeinde Baconnes auf.

## Liste der Immobilien
| Bezeichnung      | Beschreibung           | Standort               | Kennzeichnung | Schutzstatus | Datum | Bild           |
| ---------------- | ---------------------- | ---------------------- | ------------- | ------------ | ----- | -------------- |
| Kirche St-Memmie | ab dem 12. Jahrhundert | Rue de l’Église (Lage) | PA00078580    | Classé       | 1920  | weitere Bilder |

## Liste der Objekte
| Bezeichnung               | Beschreibung          | Standort                       | Kennzeichnung | Schutzstatus | Datum | Bild |
| ------------------------- | --------------------- | ------------------------------ | ------------- | ------------ | ----- | ---- |
| Skulptur Madonna mit Kind | Holz, um 1500         | in der Kirche St-Memmie (Lage) | PM51003565    | Inscrit      | 1989  |      |
| Glocke                    | Bronze, 1508 gegossen | in der Kirche St-Memmie (Lage) | PM51000060    | Classé       | 1908  |      |